# أشلي كامبل (كرة مضرب)
أشلي كامبل (بالإنجليزية: Ashley Campbell)‏ مواليد 29 سبتمبر 1880 في سيدني - الوفاة 05 يوليو 1943 في فيكتوريا، كان لاعب كرة مضرب أسترالي. كما أنه أحد أبطال الجراند سلام.

## بطولات حققها
- بطولة ويمبلدون